# Peștera din Cioaca Birtului
Peștera din Cioaca Birtului este situată în Munții Poiana Ruscă localizată în versantul stîng al văii Bega Luncanilor, la jumătatea distanței între Valea lui Liman și primele case ale localității Luncani, Județul Timiș.